# ريتشارد إي. غراي
ريتشارد إي. غراي (بالإنجليزية: Richard E. Gray)‏ هو طيار أمريكي، ولد في 11 مارس 1945، وتوفي في 8 نوفمبر 1982.